# Empress Motor
Die Empress Motor Co. Ltd.. war ein britischer Automobilhersteller in Manchester. 1907–1910 wurden dort Wagen der oberen Mittelklasse gebaut. Es gab sechs verschiedene Modelle, aber nur von zweien sind genauere Daten bekannt.
Der Empress 14/20 hp hatte einen Reihenvierzylindermotor mit 3,2 l Hubraum. Sein Radstand betrug 2.896 mm.
Größer war der Empress 20/30 hp, dessen Sechszylinder-Reihenmotor 4,9 l Hubraum besaß. Der Radstand des Wagens war 3.505 mm.
Die beiden genannten Modelle waren während der gesamten vier Produktionsjahre verfügbar. Nach 1910 hörte man nichts mehr von dieser Marke.

## Modelle
| Modell   | Bauzeitraum | Zylinder | Hubraum  | Radstand |
| -------- | ----------- | -------- | -------- | -------- |
| 14/20 hp | 1907–1910   | 4 Reihe  | 3233 cm³ | 2896 mm  |
| 20/30 hp | 1907–1910   | 6 Reihe  | 4849 cm³ | 3505 mm  |

## Quelle
- David Culshaw & Peter Horrobin: The Complete Catalogue of British Cars 1895–1975. Veloce Publishing plc. Dorchester (1999).  ISBN 1-874105-93-6